# Epitetracnemus sexguttatipennis
Epitetracnemus sexguttatipennis är en stekelart som beskrevs av Girault 1915. Epitetracnemus sexguttatipennis ingår i släktet Epitetracnemus och familjen sköldlussteklar. Inga underarter finns listade i Catalogue of Life.